# Aire d'attraction de Bourg-Saint-Maurice
L'aire d'attraction de Bourg-Saint-Maurice est un zonage d'étude défini par l'Insee pour caractériser l’influence de la commune de Bourg-Saint-Maurice sur les communes environnantes. Publiée en octobre 2020, elle se substitue à l'aire urbaine de Bourg-Saint-Maurice, qui comportait 4 communes dans le zonage de 2010.

### Carte

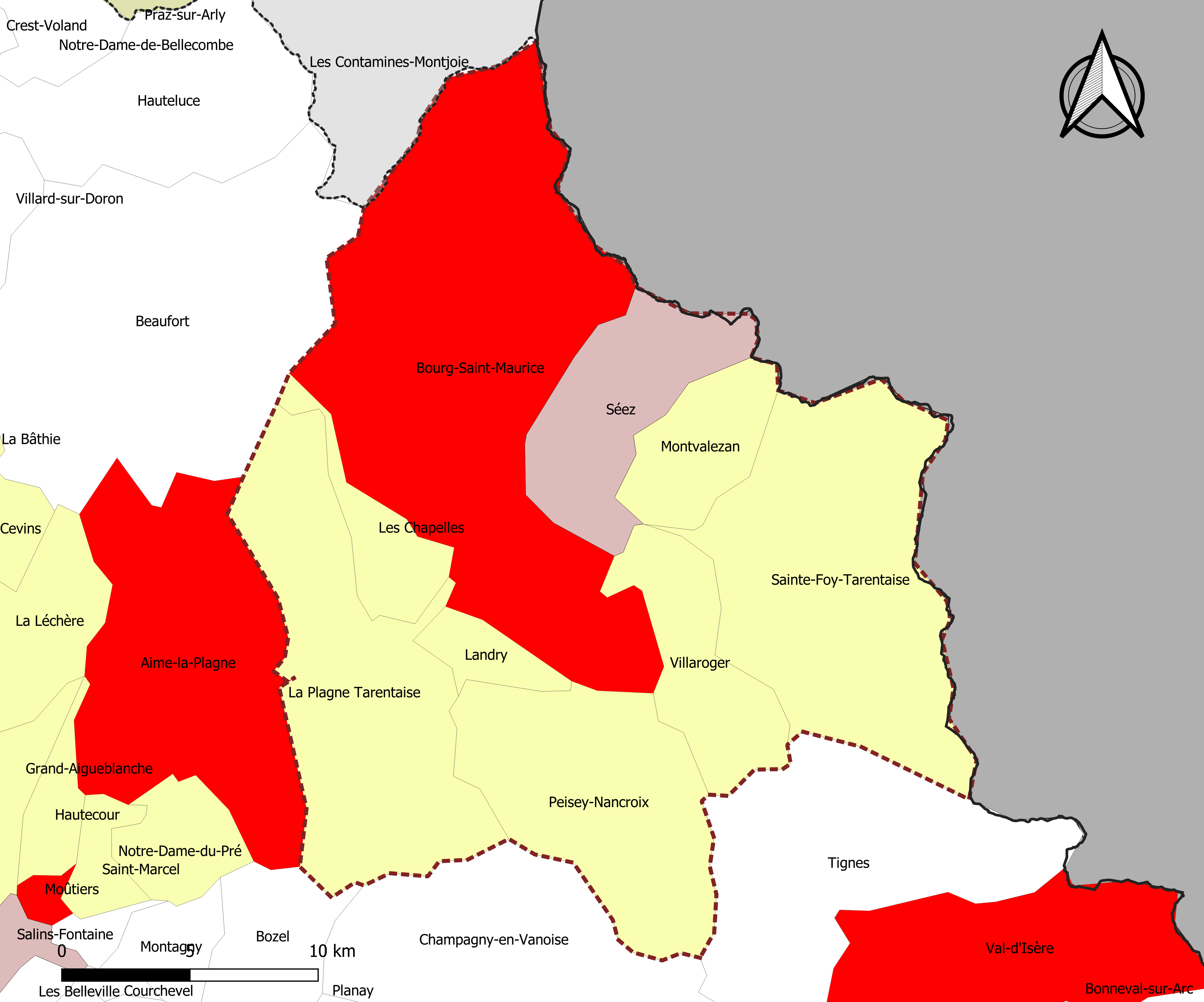
Carte de l'aire d'attraction de Bourg-Saint-Maurice.
Commune-centre
Commune du pôle principal
Commune de la couronne

## Définition
L'aire d'attraction d'une ville est composée d’un pôle, défini à partir de critères de population et d’emploi ainsi que d’une couronne constituée des communes dont au moins 15 % des actifs travaillent dans le pôle. Le pôle d’attraction constitue ainsi un point de convergence des déplacements domicile-travail,.

## Géographie
L’aire d'attraction de Bourg-Saint-Maurice est une aire intra-départementale qui comporte 9 communes dans la Savoie. 

### Composition communale
| Nom                                  | Code Insee | Département | Statut                    | Superficie (km2) | Population (dernière pop. légale) | Densité (hab./km2) | Modifier                                    |
| ------------------------------------ | ---------- | ----------- | ------------------------- | ---------------- | --------------------------------- | ------------------ | ------------------------------------------- |
| Bourg-Saint-Maurice (commune-centre) | 73054      | Savoie      | commune-centre            | 179,07           | 7 228 (2022)                      | 40                 | modifier les données · modifier les données |
| Séez                                 | 73285      | Savoie      | commune du pôle principal | 42,55            | 2 460 (2022)                      | 58                 | modifier les données · modifier les données |
| Les Chapelles                        | 73077      | Savoie      | commune de la couronne    | 17,31            | 566 (2022)                        | 33                 | modifier les données · modifier les données |
| Landry                               | 73142      | Savoie      | commune de la couronne    | 10,62            | 810 (2022)                        | 76                 | modifier les données · modifier les données |
| La Plagne Tarentaise                 | 73150      | Savoie      | commune de la couronne    | 96,07            | 3 825 (2022)                      | 40                 | modifier les données · modifier les données |
| Montvalezan                          | 73176      | Savoie      | commune de la couronne    | 25,90            | 729 (2022)                        | 28                 | modifier les données · modifier les données |
| Peisey-Nancroix                      | 73197      | Savoie      | commune de la couronne    | 70,64            | 633 (2022)                        | 9,0                | modifier les données · modifier les données |
| Sainte-Foy-Tarentaise                | 73232      | Savoie      | commune de la couronne    | 100,15           | 690 (2022)                        | 6,9                | modifier les données · modifier les données |
| Villaroger                           | 73323      | Savoie      | commune de la couronne    | 28,15            | 359 (2022)                        | 13                 | modifier les données · modifier les données |

## Démographie
Cette aire est catégorisée dans les aires de moins de 50 000 habitants, une catégorie qui regroupe 12,2 % de la population au niveau national,.